# Giesecke+Devrient Stiftung
Die Giesecke+Devrient Stiftung ist eine öffentliche Stiftung bürgerlichen Recht. Sie unterhält die Geldscheinsammlung (vormals: HVB Stiftung Geldscheinsammlung). Die Stiftung hat das Ziel, eine der weltweit bedeutendsten Sammlungen auf dem Gebiet der Banknoten zu unterhalten, wissenschaftlich auszuwerten und öffentlich zugänglich zu machen.
Die Stiftung ging aus der Privatsammlung von Albert Pick hervor. 1964 brachte Pick die Sammlung, die damals schon über 180.000 Banknoten enthielt, in die Bayerische Hypotheken- und Wechsel-Bank ein. Der weitere Ausbau der Sammlung wurde auch von Siegfried Otto unterstützt. Im November 2003 wurde die Sammlung von der Bayerischen Hypo- und Vereinsbank AG in eine Stiftung überführt.
Heute besitzt die Sammlung mehr als 300.000 Banknoten und enthält Papiergeld aller Länder und Epochen. Die ältesten Noten stammen aus dem 14. Jahrhundert aus China. Im Dezember 2013 wurde der Stiftung auch eine etwa 8000 Exemplare umfassende Sammlung Württembergischer Banknoten von der Deutschen Pfandbriefbank als Dauerleihgabe übergeben.
Die Sammlung ist in Räumlichkeiten der Firma Giesecke+Devrient in München untergebracht.
Die Geldscheinsammlung wurde 2010 auf der Grundlage des deutschen Kulturgutschutzgesetzes als national wertvolles Kulturgut in der Objektart Angewandte Kunst eingeordnet. Es besteht eine Zusammenarbeit mit der Staatlichen Münzsammlung München, wo schon mehrfach Sonderausstellungen aus den Beständen der Stiftung gezeigt wurden.
Es existiert keine ständige Ausstellung, daher werden Teile der Sammlung auf Wanderausstellungen gezeigt.
Seit 2017 werden Teile der Sammlung durch Förderung von bavarikon digitalisiert und im Portal präsentiert.
Mit Wirkung zum 14. Oktober 2021 erfolgte die Namensänderung der HVB Stiftung Geldscheinsammlung in Giesecke+Devrient Stiftung Geldscheinsammlung. Im Januar 2025 wurde die Giesecke+Devrient Stiftung Geldscheinsammlung in die Giesecke+Devrient Stiftung zugelegt.